# Mother Earth Tour
Mother Earth Tour blev udgivet i 2003 af Within Temptation en DVD med musikvideoer, liveoptræden og meget andet.

DVD 1:

- Live Concerts:
- Deceiver Of Fools
- Caged
- Mother Earth
- Enter
- Our Farewell
- The Dance
- The Promise
- Intro
- Dark Wings
- Restless
- Deep Within
- Never-Ending Story
- Ice Queen

Music Videos:
- The Dance
- Ice Queen
- Mother Earth

DVD 2: 

- Backstage

At Pinkpop,
 
In Mexico, 

At Broerenkerk, Tivoli, De Melkweg, Ozzfest,
 
Rock Werchter, Parkpop, Gelredome, Pukkelpop 

And Lowlands. 
- Making Of ...

The mother earth album og cover

The mother earth musikvideo credits
- Impressions And Interviews

Isabelle & Stenders 'Vroeg 3fm', TV West(Pop),
 
2mxl "Ice Queen" Acoustic, Tmf Awards, Rock 

Werchter Veronica Special And More... 
- Extra

"Ice Queen" Multi Angle Version 

Broerenkerk Zwolle